# Пожари у граду
„Пожари у граду” је југословенски кратки филм из 1953. године. Режирао га је Живорад Жика Митровић који је написао и сценарио.

## Улоге
| Глумац            | Улога |
| ----------------- | ----- |
| Душан Антонијевић |       |
| Деса Берић        |       |
| Милена Дапчевић   |       |
| Владимир Медар    |       |
| Предраг Тасовац   |       |